# POWER3

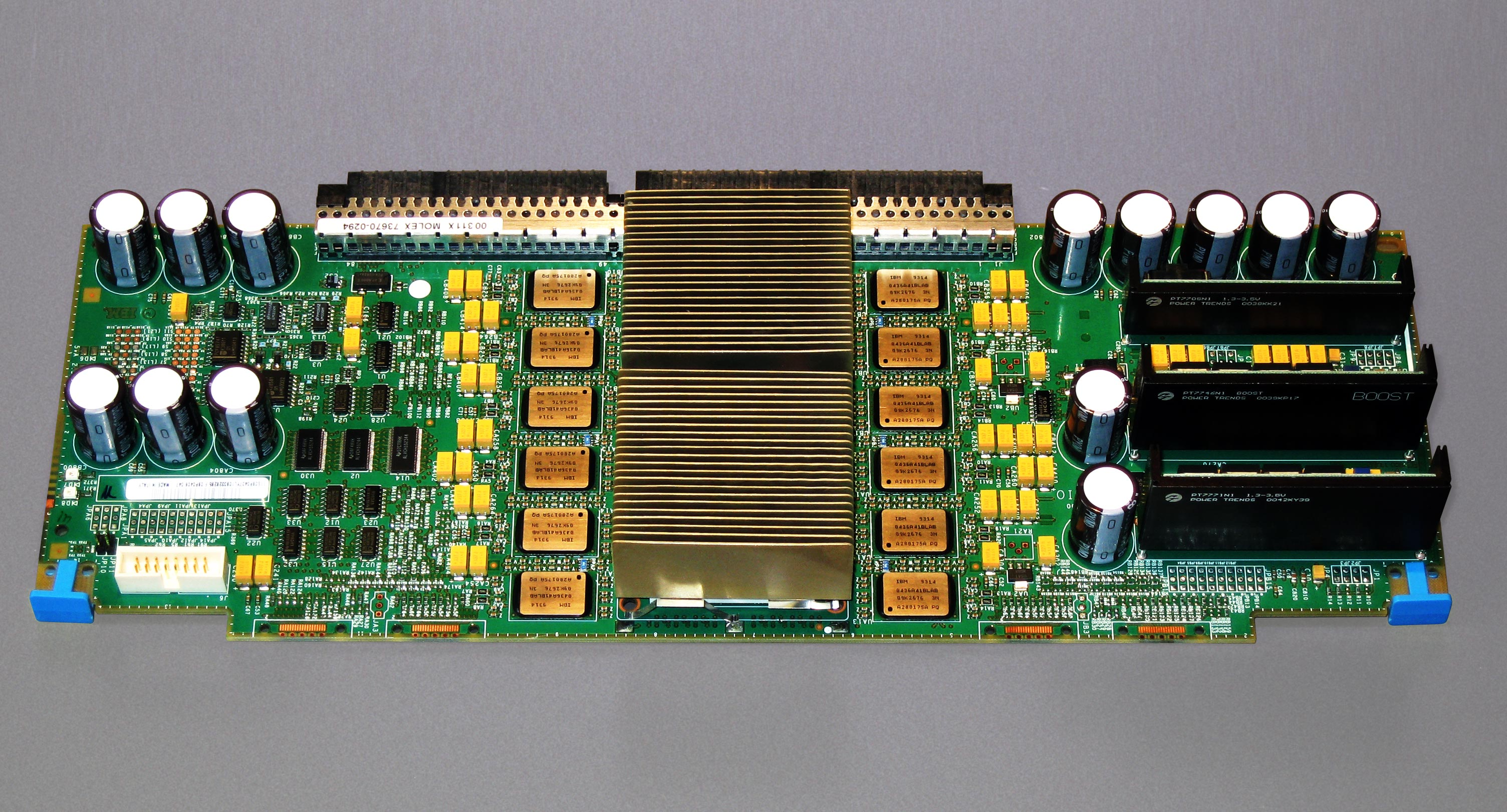
Procesadores IBM POWER3-II de 375 MHz duales en el módulo de CPU de un RS/6000 44P 270.

El chip POWER3 es una CPU que implementa el conjunto de instrucciones de 64 bits de PowerPC, incluyendo todas las instrucciones opcionales del ISA (hasta el momento). Publicado en 1998, tenía dos unidades de coma flotante, tres unidades de coma fija y dos unidades de carga-almacén. Se pensaba inicialmente que se le llamaría PowerPC 630 pero fue renombrado, posiblemente para diferenciar los procesadores orientados a servidor POWER a los que reemplazaba de los PowerPC, más orientados al mercado doméstico.
El POWER3 fue usado en los servidores RS/6000 de IBM y en las estaciones de trabajo a 200 MHz. Tenía 15 millones de transistores en un circuito integrado de 270 mm². Su sucesor, el POWER3-II fue fabricado en un proceso basado en cobre de .25 μm y alcanzaba 450 MHz en un circuito integrado de 170 mm².
El POWER3-II fue seguido por el POWER4.